# Worthington Whittredge

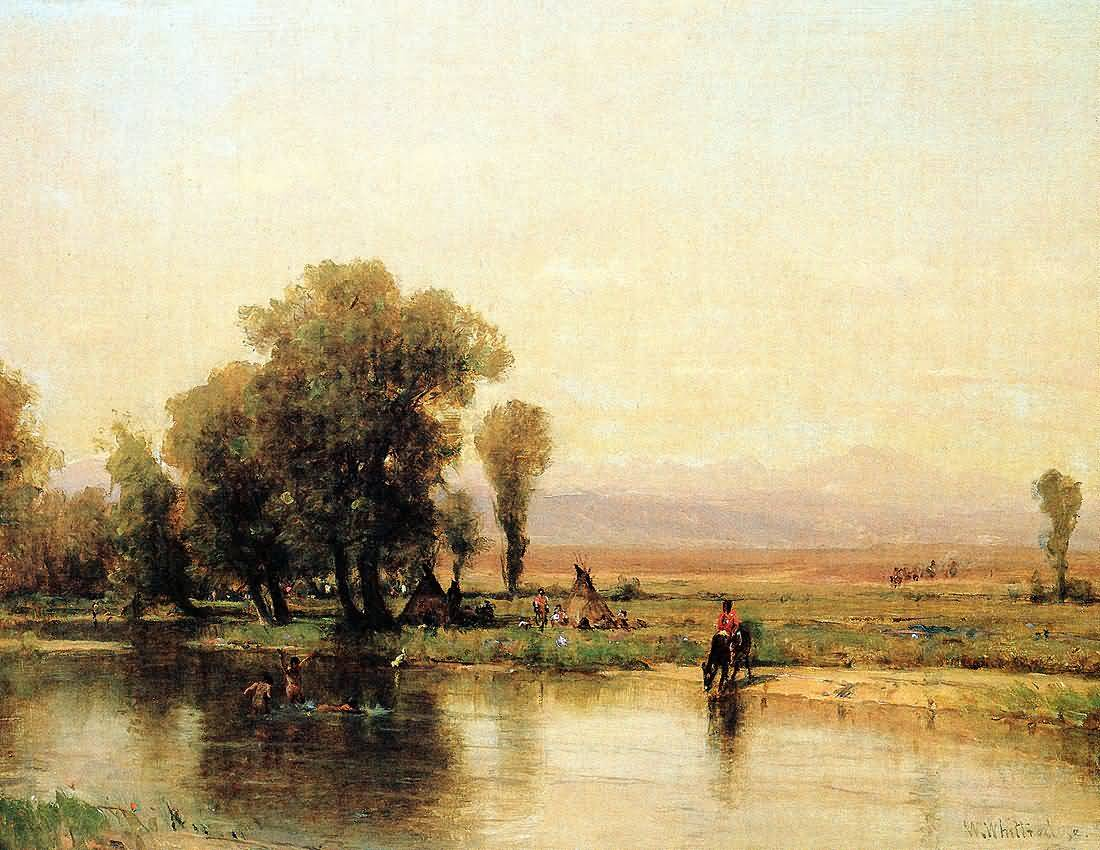
Encampment Along The Platte

Worthington Whittredge (ur. 22 maja 1820, zm. 25 lutego 1910) – amerykański malarz, przedstawiciel Hudson River School.
Urodził się na farmie pod Springfield (Ohio), początkowo pracował jako portrecista i fotograf. W latach 1859–1869 podróżował po Europie, studiował malarstwo w Düsseldorfie, jego nauczycielem był Emanuel Leutze.
Po powrocie do Ameryki Whittredge zajął się malowaniem pejzaży w stylu Hudson River School. Wiele podróżował po Stanach Zjednoczonych, w czasie podróży wykonywał szkice, malował w studio w Nowym Jorku.